# Крістіансанн
Крістіанса́нн (норв. Kristiansand) — місто в Норвегії, адміністративний центр провінції Агдер (норв. Agder), на півдні країни, землях теж відомих як Серланн (норв. Sørlandet, південний край). П'яте найбільше місто в державі з населенням 66 576 осіб (115 569 мешканців у цілому міському муніципалітеті) станом на 1 січня 2023 року.

## Назва
Місто названо на честь дано-норвезького короля Кристіана IV, який заснував його 5 липня 1641. Друга частина назви міста, sand, походить від давньоскандинавського слова sandr, що означає «пісок» або « піщаний грунт». Це відноситься до піщаного мису, на якому спочатку було побудоване місто. (Див. також: Ліллесан#Назва)
Історично назва зазвичай писалося Christianssand до 1877, хоча на мапі картографа Понтоппідана від 1785 назва написана Christiansand (з одним "s"). У 1877 офіційна реформа правопису, спрямована на приведення назв міст у відповідність до звичайної норвезької орфографії, змінила її на Kristianssand. Під час тієї ж реформи Kristiansund та Kristiania (Осло), також змінили написання. Незважаючи на це, низка підприємств та об'єднань зберігає написання "Ch". Назва знову була змінена на її нинішню форму, Kristiansand (одиночне "s"), у 1889.
У 2012 мер міста Арвід Грундекйон запропонував перейменувати місто на Christianssand, стверджуючи, що "Kristiansand" не має граматичного сенсу і що Christianssand означає традицію. Ця пропозиція не була добре сприйнята місцевими жителями, і мер не просував її далі.

## Герб
Герб міста був затверджений 8 грудня 1909 року і має за основу стару печатку міста, що датується 1643 роком. У 1643 році данський король Крістіан IV дарував молодому місту право вживати печатку з норвезьким левом і королівською короною. Корона вказує на те, що місто було засноване королем.

## Історія
Крістіансанн формально був заснований данським королем Крістіаном IV у 1641 році. Він був створений як ринкове місто для заохочення росту на стратегічно важливих теренах, забезпечуючи південні землі місцевою господарчою базою для будівництва укріплень та населенням для оборони цих територій. Центр Крістіансанна, не змінився у формі ще зі 17-го століття і зветься Квадратурен, через його квадратну сітку вулиць.
Місто зазнало першої значної пожежі у 1734 році коли великі частини міста були знищені. Крістіансанн виріс у важливий порт протягом 18-го століття, завдяки розвитку кораблебудування і торгового флоту. У 1892 році місто горіло знову.
Крістіансанн отримав міське самоуправління 1 січня 1838 року. Сільські райони Оддернес, Рандесун і Твейт злилися з містом 1 січня 1965 року.

## Клімат
| Клімат (1960-1990)              | Клімат (1960-1990) | Клімат (1960-1990) | Клімат (1960-1990) | Клімат (1960-1990) | Клімат (1960-1990) | Клімат (1960-1990) | Клімат (1960-1990) | Клімат (1960-1990) | Клімат (1960-1990) | Клімат (1960-1990) | Клімат (1960-1990) | Клімат (1960-1990) | Клімат (1960-1990) |
| Показник                        | Січ.               | Лют.               | Бер.               | Квіт.              | Трав.              | Черв.              | Лип.               | Серп.              | Вер.               | Жовт.              | Лист.              | Груд.              | Рік                |
| Абсолютний максимум, °C         | 13,9               | 15,8               | 21,9               | 23,7               | 27,7               | 30,4               | 32,0               | 34,2               | 28,0               | 22,4               | 15,5               | 13,6               |                    |
| Середній максимум, °C           | 1,3                | 1,9                | 4,4                | 8,9                | 14,3               | 18,6               | 20,1               | 19,3               | 15,6               | 11,4               | 6,2                | 3,0                | 10,4               |
| Середній мінімум, °C            | −4,8               | −5,1               | 2,2                | 0,7                | 5,6                | 9,4                | 11,1               | 10,4               | 7,8                | 4,7                | 0,2                | −3,4               | 2,9                |
| Абсолютний мінімум, °C          | −25                | −27,3              | −18,5              | −14,3              | −5                 | 2,0                | 3,0                | 2,5                | −2,5               | −5                 | −12                | −19                |                    |
| Норма опадів, мм                | 121                | 80                 | 87                 | 59                 | 86                 | 75                 | 88                 | 118                | 141                | 164                | 164                | 116                | 1380               |
| Днів з опадами                  | 13                 | 10                 | 8                  | 8                  | 9                  | 9                  | 9                  | 11                 | 10                 | 15                 | 14                 | 13                 |                    |
| Днів зі снігом                  | 8                  | 8                  | 2                  | 0                  | 0                  | 0                  | 0                  | 0                  | 0                  | 0                  | 1                  | 6                  |                    |
| ------------------------------- | ------------------ | ------------------ | ------------------ | ------------------ | ------------------ | ------------------ | ------------------ | ------------------ | ------------------ | ------------------ | ------------------ | ------------------ | ------------------ |
| Джерело: , The Weather Network, |                    |                    |                    |                    |                    |                    |                    |                    |                    |                    |                    |                    |                    |

## Промисловість та інфраструктура
Зоологічний парк (норв. Kristiansand Dyrepark) розташований на схід від міста і містить широкий вибір тварин, здебільшого природного габітату. Музей природничої історії та ботанічний сад (Аґдер) — єдиний музей природничої історії на південному узбережжі Норвегії. В місті теж розташований Театр Аґдера.
Аеропорт К'євік розміщений на відстані 12 кілометрів на схід від міста і сполучає європейські та норвезькі міста. З Крістіансанна курсують пороми до міст Гіртсгальс та Ганстгольм в Данії.
В Крістіансанні діють великі підприємства з кораблебудування та кораблеремонтних робіт, які підтримують норвезьку нафтову промисловість у Північному морі. Тут розташовані теж Університет Аґдера, який нараховує 8.000 студентів, Норвезька Школа Менеджменту (норв. Handelshøyskolen BI) та Інститут журналістики та комунікацій Ґімлеколлен.
Станом на 2006 рік, у Крістіансанні, 27 % осіб віком старше 16-ти років мали вищу освіту, у порівнянні з національним середнім показником 24.2 %.

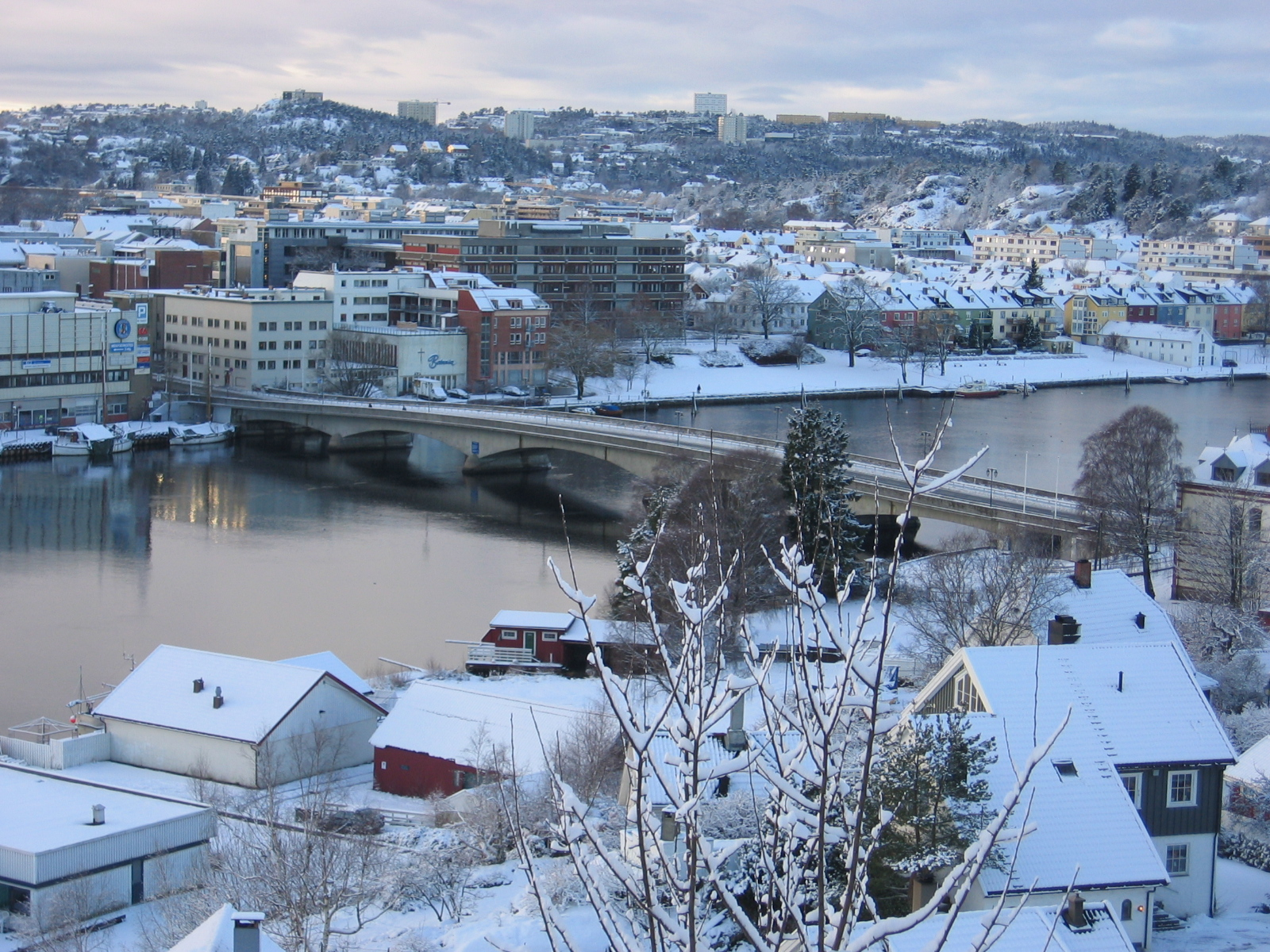
Річка Отра протікає через Крістіансанн.